# Cephalanthera damasonium
Cephalanthera damasonium là một loài phong lan đặc trưng trong chi Cephalanthera.
|Cephalanthera damasonium}}

## Hình ảnh

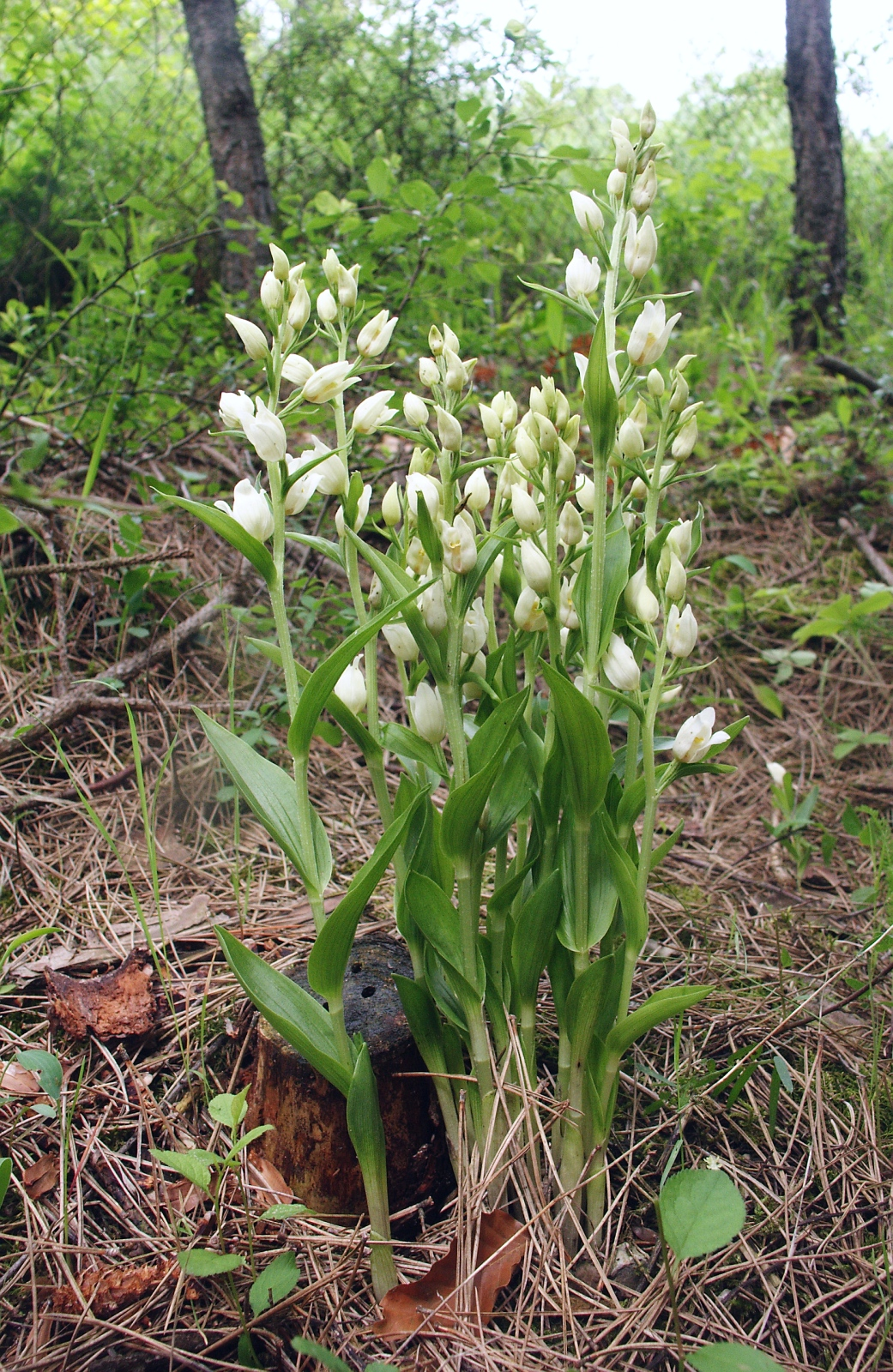
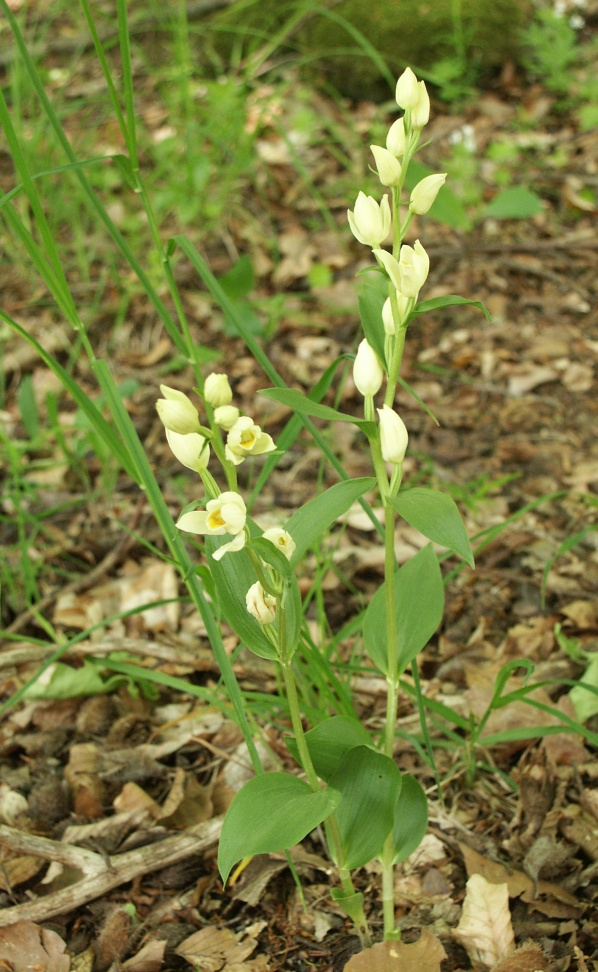
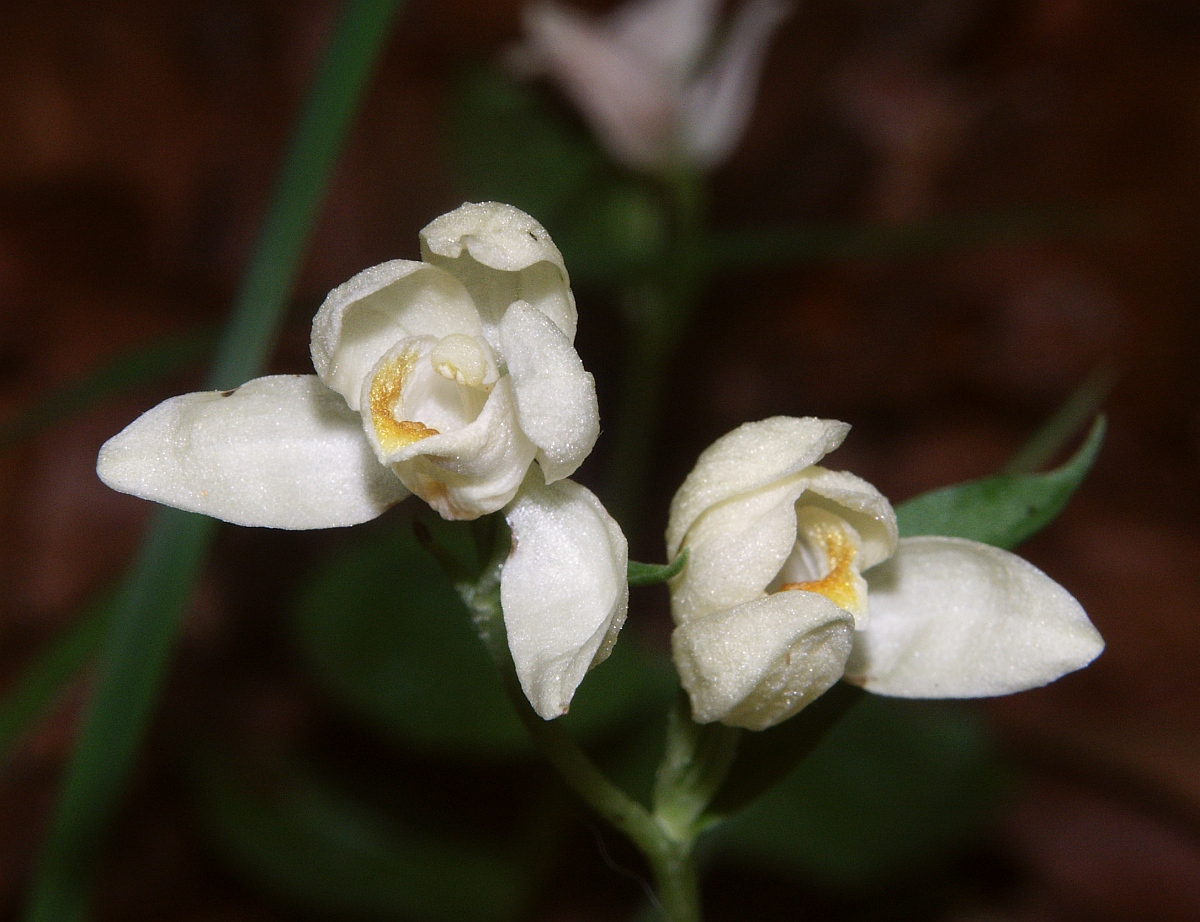
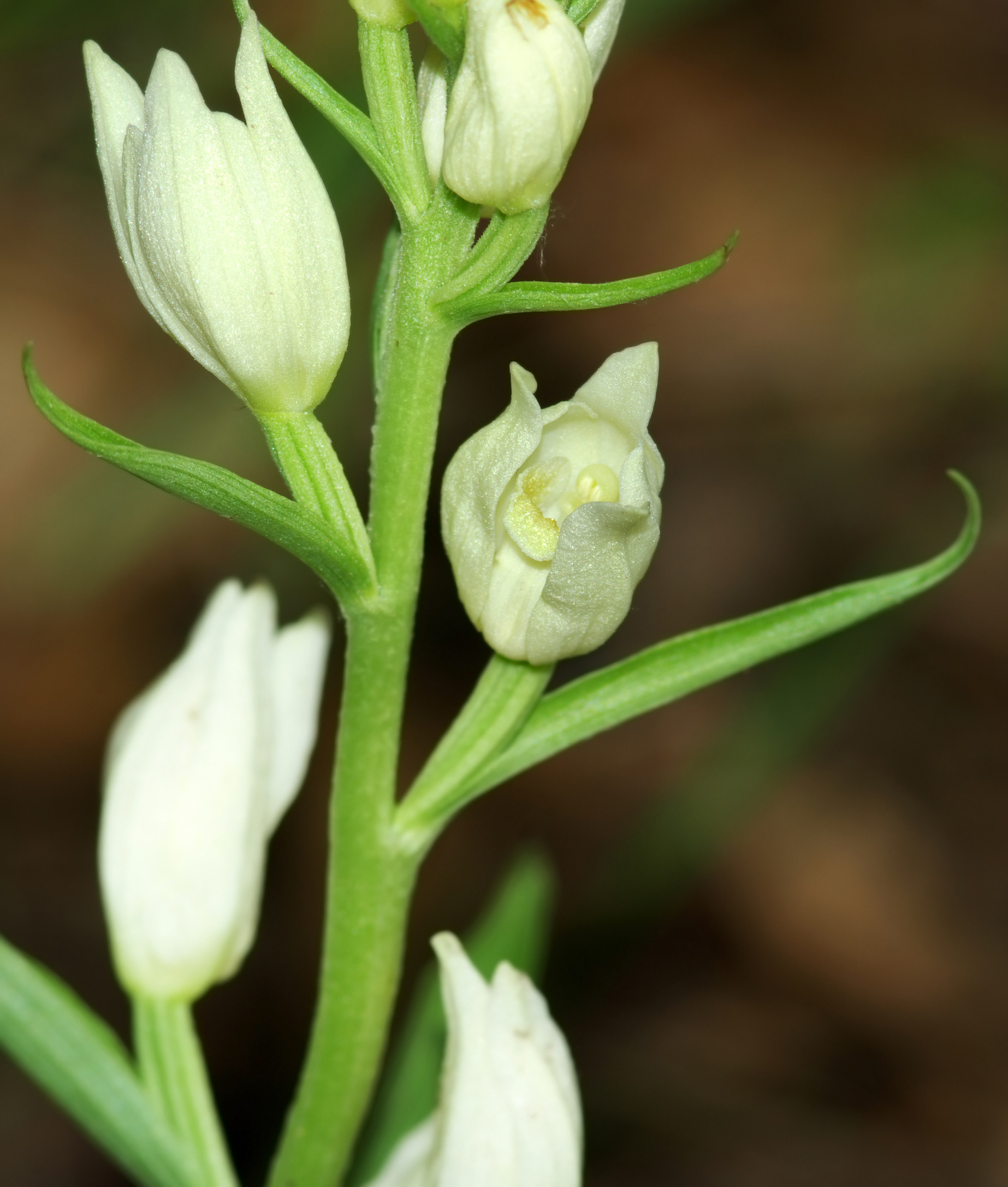